# Subdivisions territoriales du royaume de Roumanie entre 1941 et 1944
Les subdivisions territoriales du royaume de Roumanie entre 1941 et 1944 s'inscrivent dans l'histoire de la Roumanie pendant la Seconde Guerre mondiale. Entre 1941 et 1944, le pays est dirigé par le maréchal Antonescu, autoproclamé Conducător (« guide ») et « Pétain roumain »,. Cet article traite des subdivisions territoriales du royaume de Roumanie entre l'invasion de l'Union soviétique (juin 1941) et le passage de la Roumanie du côté des Alliés (août 1944).

## Contexte
À la suite du pacte germano-soviétique, du deuxième arbitrage de Vienne et des accords de Craiova, la « Grande Roumanie » voulue par les alliés de la Première Guerre mondiale et dont les frontières avaient été garanties le 13 mai 1939 par la France et le Royaume-Uni, perd plus d'un tiers de son territoire (101 952 km2 sur 295 049 km2) dont 50 135 km2 au profit de l'URSS (28 juin-4 juillet 1940), 44 405 km2 au profit de la Hongrie (30 août 1940) et 7 412 km2 rendus à la Bulgarie (7 septembre 1940). En conséquence de cette forte diminution territoriale, le système administratif mis en place en 1938 par la dictature carliste, avec dix « ținuturi » (régions : Crişuri, Someş, Timiş, Suceava, Prut, Nistru, Jiu, Argeş / Bucegi, Dunării, Mării) est dissout et seuls les județe sont conservés, avec leurs arrondissements (plasă) et districts urbains (oraș), dont la municipalité (municipiu) de Bucarest. Le gouvernement du maréchal Antonescu est représenté à chaque échelon administratif et dans la municipalité de Bucarest par un préfet civil et au niveau du județ par un préteur militaire, généralement un officier de rang intermédiaire de l'armée roumaine. 
En 1941, la participation roumaine à l'invasion de l'Union soviétique permet la récupération de la Bessarabie et du nord de la Bucovine. Le régime Antonescu invente alors un nouvel échelon administratif regroupant plusieurs județe : le « gouvernorat » (guvernământ), appliqué aux territoires moldaves ayant été occupés par l'Union soviétique de 1940 à 1941 : Bucovine (capitale à Cernăuți) et Bessarabie (capitale à Chișinău). Ce nouvel échelon est dirigé par un gouverneur militaire et placé sous la loi martiale : l'ancienne administration civile anéantie par le NKVD est remplacée par une nouvelle administration aux pouvoirs extra-judiciaires, ayant entre autres taches celle de dépister et condamner les citoyens ayant collaboré avec le pouvoir soviétique.

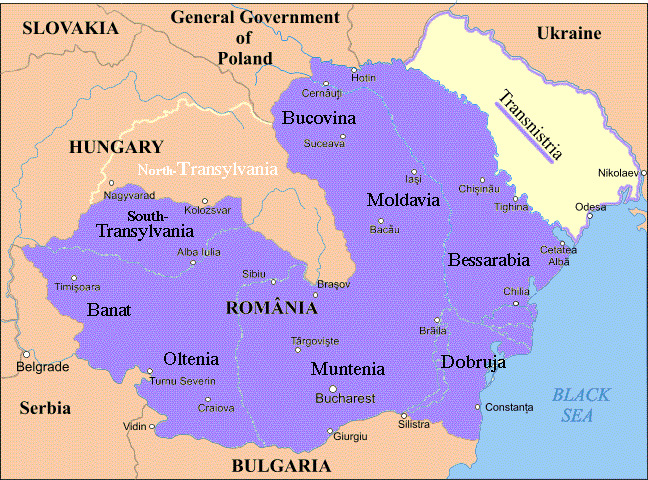
Le royaume de Roumanie en 1941–44.

Aux deux « gouvernorats » de Bucovine et Bessarabie s'ajoute à l'automne 1941 un troisième, constitué en Podolie ukrainienne, dans le territoire offert par l'Allemagne nazie à la Roumanie en compensation de ses pertes au profit de la Hongrie et de la Bulgarie. C'est le « gouvernorat de Transnistrie », incluant le port d'Odessa et administé militairement sans être officiellement annexé. En Bucovine et Bessarabie, la citoyenneté roumaine n'est pas automatiquement rendue à tous les habitants devenus soviétiques de 1940 à 1941, mais seulement aux Moldaves de souche, et les minorités issues de la colonisation russe et soviétique, principalement russe, ukrainienne, rome et juive, se retrouvent apatrides et en butte à des persécutions ciblées. Les autorités roumaines utilisent la Transnistrie comme une « Sibérie roumaine » à partir de juin 1942, et y déportent plus de 25 000 Roms et de 90 000 Juifs dont plus de la moitié mourra par privations, froid, maladies ou assassinés, enfermés dans des granges de kolkhozes remplies de paille arrosée d'essence, à laquelle le feu était mis ,. À propos de la Shoah en Roumanie, la maréchal Antonescu déclare : « Peu m'importe que l'histoire nous considère comme des barbares, du moment que nous y entrons en vainqueurs ».
La capitale du gouvernorat de Transnistrie est d'abord établie à Tiraspol (1941–42), puis déplacée à Odessa (1942–44). Contrairement à la Bessarabie et à la Bucovine, la Transnistrie ne fit pas partie intégrante de la Roumanie en 1941-44 et, bien que treize județe y aient été établis, les divisions administratives soviétiques de base, les raions, ont été conservées.

Carte administrative du royaume de Roumanie en mai 1942.

Composition ethnique de la Roumanie selon le recensement roumain de 1941 (21 des 73 comtés n'avaient pas de majorité roumaine).

## Descriptif
Voici la liste des subdivisions administratives de la Roumanie en mai 1942. Les capitales des județe sont indiquées entre parenthèses. Remarque : les noms des échelons administratifs coïncident avec les noms de leurs capitales, sauf indication contraire (par exemple : Plasa Ștefan Vodă -Rădăuți)
I. La Roumanie proprement dite
- Județul Bihor (Beiuș)
  - Orașul Beiuș
  - Plasa Beiuș
  - Plasa Beliu
  - Plasa Ceica
  - Plasa Ciumeghiu
  - Plasa Tinca
  - Plasa Vașcău
- Județul Arad (Arad)
  - Municipiul Arad
  - Plasa Aradu Nou
  - Plasa Curtici
  - Plasa Chișineu-Criș
  - Plasa Gurahonț
  - Plasa Hălmagiu
  - Plasa Ineu
  - Plasa Pecica
  - Plasa Radna
  - Plasa Săvârșin
  - Plasa Sfânta Ana
  - Plasa Sebiș
  - Plasa Șiria
  - Plasa Târnova
- Județul Timiș-Torontal (Timișoara)
  - Municipiul Timișoara
  - Orașul Lipova
  - Plasa Buziaș
  - Plasa Chizătău
  - Plasa Ciacova
  - Plasa Deta
  - Plasa Gătaia
  - Plasa Giulvăz
  - Plasa Jimbolia
  - Plasa Lipova
  - Plasa Periam
  - Plasa Recaș
  - Plasa Sânnicolau Mare
  - Plasa Timișoara
  - Plasa Vinga
- Județul Caraș (Oravița)
  - Orașul Oravița
  - Orașul Reșița
  - Plasa Bocșa Vasiova
  - Plasa Bozovici
  - Plasa Moldova Nouă
  - Plasa Oravița
  - Plasa Reșița
  - Plasa Sasca Montană
- Județul Severin (Lugoj)
  - Orașul Lugoj
  - Orașul Caransebeș
  - Orașul Orșova
  - Plasa Balint
  - Plasa Birchiș
  - Plasa Caransebeș
  - Plasa Făget
  - Plasa Lugoj
  - Plasa Margina
  - Plasa Orșova
  - Plasa Sacu
  - Plasa Teregova
- Județul Cluj-Turda (Turda)
  - Orașul Turda
  - Plasa Baia de Arieș
  - Plasa Câmpeni
  - Plasa Câmpia Turzii
  - Plasa Călata
  - Plasa Căpuș
  - Plasa Iara
  - Plasa Luduș
  - Plasa Mihai Viteazu
  - Plasa Mociu
  - Plasa Sărmaș
  - Plasa Săvădisla
  - Plasa Turda
- Județul Hunedoara (Deva)
  - Orașul Deva
  - Orașul Brad
  - Orașul Hunedoara
  - Orașul Hațeg
  - Orașul Orăștie
  - Orașul Petroșani
  - Plasa Baia de Criș
  - Plasa Brad
  - Plasa Deva
  - Plasa Dobra
  - Plasa Geoagiu
  - Plasa Hațeg
  - Plasa Hunedoara
  - Plasa Ilia
  - Plasa Orăștie
  - Plasa Petroșani
  - Plasa Pui
  - Plasa Sarmisegetuza
- Județul Alba (Alba Iulia)
  - Municipiul Alba Iulia
  - Orașul Abrud
  - Orașul Aiud
  - Orașul Sebeș
  - Plasa Abrud
  - Plasa Aiud
  - Plasa Alba Iulia
  - Plasa Ocna Mureș
  - Plasa Sebeș
  - Plasa Teiuș
  - Plasa Vințu de Jos
  - Plasa Zlatna
- Județul Târnava Mică (Blaj)
  - Orașul Blaj
  - Orașul Dumbrăveni
  - Orașul Târnăveni
  - Plasa Bachnea
  - Plasa Blaj
  - Plasa Dumbrăveni
  - Plasa Iernut
  - Plasa Târnăveni
  - Plasa Valea Lungă
- Județul Târnava Mare (Sighișoara)
  - Orașul Sighișoara
  - Orașul Mediaș
  - Plasa Agnita
  - Plasa Mediaș
  - Plasa Rupea
  - Plasa Saschiz
  - Plasa Sighișoara
  - Plasa Șeica Mare
- Județul Sibiu (Sibiu)
  - Municipiul Sibiu
  - Plasa Mercurea Sibiului
  - Plasa Nocrich
  - Plasa Ocna Sibiului
  - Plasa Săliște
  - Plasa Sibiu
  - Plasa Tălmaciu
- Județul Făgăraș (Făgăraș)
  - Orașul Făgăraș
  - Plasa Arpașu de Jos
  - Plasa Cincu
  - Plasa Făgăraș
  - Plasa Șercaia
- Județul Brașov (Brașov)
  - Municipiul Brașov
  - Plasa Codlea
  - Plasa Cernatu
  - Plasa Feldioara
  - Plasa Hărman
  - Plasa Intorsura Buzăului
  - Plasa Zărnești
- Județul Mehedinți (Turnu Severin)
  - Orașul Turnu Severin
  - Orașul Baia de Aramă
  - Orașul Strehaia
  - Plasa Baia de Aramă
  - Plasa Bâcleșu
  - Plasa Bălăcița
  - Plasa Broșteni
  - Plasa Cujmir
  - Plasa Devesel
  - Plasa Malovăț
  - Plasa Strehaia
  - Plasa Turnu Severin
  - Plasa Vânju Mare
- Județul Gorj (Târgu Jiu)
  - Orașul Târgu Jiu
  - Plasa Brădiceni
  - Plasa Novaci
  - Plasa Peșteana-Jiu
  - Plasa Târgu Cărbunești
  - Plasa Târgu Jiu
  - Plasa Târgu Logrești
- Județul Vâlcea (Râmnicu Vâlcea)
  - Orașul Râmnicu Vâlcea
  - Orașul Băile Govora
  - Orașul Călimănești
  - Orașul Drăgășani
  - Orașul Ocnele Mari
  - Plasa Bălcești
  - Plasa Drăgășani
  - Plasa Grădiștea
  - Plasa Horezu
  - Plasa Lădești
  - Plasa Râmnicu Vâlcea
- Județul Romanați (Caracal)
  - Orașul Caracal
  - Orașul Balș
  - Orașul Corabia
  - Plasa Balș
  - Plasa Caracal
  - Plasa Corabia
  - Plasa Dioști
  - Plasa Piatra Olt
  - Plasa Zănoaga
- Județul Dolj (Craiova)
  - Municipiul Craiova
  - Orașul Băilești
  - Orașul Calafat
  - Orașul Plenița
  - Plasa Amaradia
  - Plasa Bârca
  - Plasa Băilești
  - Plasa Brabova
  - Plasa Breasta
  - Plasa Calafat
  - Plasa Craiova
  - Plasa Filiași
  - Plasa Gângiova
  - Plasa Murgașu
  - Plasa Plenița
  - Plasa Rojiștea
  - Plasa Segarcea
- Județul Argeș (Pitești)
  - Orașul Pitești
  - Orașul Curtea de Argeș
  - Plasa Costești
  - Plasa Curtea de Argeș
  - Plasa Jiblea
  - Plasa Pitești
  - Plasa Rociu
  - Plasa Stoicești
  - Plasa Titești
- Județul Muscel (Câmpulung)
  - Orașul Câmpulung
  - Plasa Câmpulung
  - Plasa Domnești
  - Plasa Stâlpeni
  - Plasa Drăgănești-Muscel
- Județul Dâmbovița (Târgoviște)
  - Orașul Târgoviște
  - Orașul Găești
  - Orașul Pucioasa
  - Plasa Bilciurești
  - Plasa Colanu
  - Plasa Găești
  - Plasa Ghergani
  - Plasa Pucioasa
  - Plasa Titu
  - Plasa Târgoviște
  - Plasa Valea Mare
  - Plasa Voinești
- Județul Olt (Slatina)
  - Orașul Slatina
  - Plasa Drăgănești-Olt
  - Plasa Potcoava
  - Plasa Slatina
  - Plasa Spineni
  - Plasa Vulturești
- Județul Teleorman (Turnu Măgurele)
  - Orașul Turnu Măgurele
  - Orașul Alexandria
  - Orașul Roșiori de Vede
  - Orașul Zimnicea
  - Plasa Alexandria
  - Plasa Balaci
  - Plasa Roșiorii de Vede
  - Plasa Salcia
  - Plasa Slăvești
  - Plasa Turnu Măgurele
  - Plasa Vârtoapele de Sus
  - Plasa Zimnicea
- Județul Vlașca (Giurgiu)
  - Orașul Giurgiu
  - Plasa Arsache
  - Plasa Comana
  - Plasa Corbii Mari
  - Plasa Drăgănești-Vlașca
  - Plasa Giurgiu
  - Plasa Ghimpați
  - Plasa Siliștea
  - Plasa Vida
- Județul Ilfov (București)
  - Municipiul București
  - Orașul Oltenița
  - Plasa Bolintin-Vale
  - Plasa Brănești
  - Plasa Budești
  - Plasa Buftea
  - Plasa Domnești
  - Plasa Fierbinți-Târg
  - Plasa Oltenița
  - Plasa Otopeni
  - Plasa Pârlita
  - Plasa Vidra
- Județul Prahova (Ploești)
  - Municipiul Ploești
  - Orașul Câmpina
  - Orașul Filipești-Târg
  - Orașul Predeal
  - Orașul Sinaia
  - Orașul Slănic
  - Orașul Urlați
  - Orașul Vălenii de Munte
  - Plasa Bălțești
  - Plasa Câmpina
  - Plasa Drăgănești-Prahova
  - Plasa Filipești-Târg
  - Plasa Ploești
  - Plasa Poenari-Burchi
  - Plasa Sinaia
  - Plasa Slănic
  - Plasa Urlați
  - Plasa Vălenii de Munte
- Județul Buzău (Buzău)
  - Orașul Buzău
  - Orașul Mizil
  - Plasa Buzău
  - Plasa Gura Dimieni
  - Plasa Mărăcineni
  - Plasa Mihăilești
  - Plasa Mizil
  - Plasa Pârscov
  - Plasa Pătârlagele
  - Plasa Pogoanele
- Județul Râmnicu Sărat (Râmnicu Sărat)
  - Orașul Râmnicu Sărat
  - Plasa Râmnicu-Râmnicu Sărat
  - Plasa Boldu
  - Plasa Dumitrești
  - Plasa Măicănești
  - Plasa Plăinești
- Județul Ialomița (Călărași)
  - Orașul Călărași
  - Orașul Fetești
  - Orașul Slobozia
  - Orașul Urziceni
  - Plasa Călărași
  - Plasa Căzănești
  - Plasa Dragoș-Vodă
  - Plasa Fetești
  - Plasa Lehliu
  - Plasa Slobozia
  - Plasa Țăndărei
  - Plasa Urziceni
- Județul Brăila (Brăila)
  - Municipiul Brăila
  - Plasa Ianca
  - Plasa I.C. Brătianu
  - Plasa Lacu Sărat
  - Plasa Viziru
- Județul Constanța (Constanța)
  - Municipiul Constanța
  - Orașul Carmen-Sylva
  - Orașul Cernavodă
  - Orașul Eforie
  - Orașul Hârșova
  - Orașul Mangalia
  - Orașul Medgidia
  - Orașul Ostrov
  - Orașul Techirghiol
  - Plasa Adamclisi
  - Plasa Cernavodă
  - Plasa Cogealac
  - Plasa Constanța
  - Plasa Hârșova
  - Plasa Mangalia
  - Plasa Medgidia
  - Plasa Negru-Vodă
  - Plasa Ostrov
- Județul Tulcea (Tulcea)
  - Orașul Tulcea
  - Orașul Babadag
  - Orașul Isaccea
  - Orașul Măcin
  - Orașul Sulina
  - Plasa Babadag
  - Plasa Măcin
  - Plasa Sulina
  - Plasa Topolog
  - Plasa Tulcea
- Județul Covurlui (Galați)
  - Municipiul Galați
  - Plasa Bujor-Târgu Bujor
  - Plasa Foltești
  - Plasa Independența
- Județul Putna (Focșani)
  - Orașul Focșani
  - Orașul Mărășești
  - Orașul Adjud
  - Orașul Panciu
  - Orașul Odobești
  - Plasa Adjud
  - Plasa Focșani
  - Plasa Năruja
  - Plasa Odobești
  - Plasa Panciu
  - Plasa Vidra
- Județul Tecuci (Tecuci)
  - Orașul Tecuci
  - Plasa Homocea
  - Plasa Ivești
  - Plasa Nicorești
  - Plasa Podu Turcului
  - Plasa Stănișești
- Județul Tutova (Bârlad)
  - Orașul Bârlad
  - Plasa Ghidgeni
  - Plasa Murgeni
  - Plasa Puești
  - Plasa Zorleni
- Județul Fălciu (Huși)
  - Orașul Huși
  - Orașul Fălciu
  - Plasa Epureni
  - Plasa Fălciu
  - Plasa Răducăneni
- Județul Vaslui (Vaslui)
  - Orașul Vaslui
  - Plasa Codăești
  - Plasa Negrești
  - Plasa Pungești
  - Plasa Vaslui
- Județul Bacău (Bacău)
  - Orașul Bacău
  - Orașul Moinești
  - Orașul Târgu Ocna
  - Orașul Băile Slănic
  - Plasa Bacău
  - Plasa Moinești
  - Plasa Parincea
  - Plasa Răcăciuni
  - Plasa Târgu Ocna
  - Plasa Tescani
  - Plasa Traian
- Județul Neamț (Piatra Neamț)
  - Orașul Piatra Neamț
  - Orașul Buhuși
  - Orașul Târgu Neamț
  - Plasa Buhuși
  - Plasa Ceahlău
  - Plasa Piatra Neamț
  - Plasa Ștefan cel Mare
  - Plasa Târgu Neamț
- Județul Roman (Roman)
  - Orașul Roman
  - Plasa Dămienești
  - Plasa Mircești
  - Plasa Porcești
  - Plasa Târgu Bâra
- Județul Baia (Fălticeni)
  - Orașul Fălticeni
  - Orașul Pașcani
  - Plasa Boroaia
  - Plasa Dolhasca
  - Plasa Mălini
  - Plasa Pașcani
- Județul Iași (Iași)
  - Municipiul Iași
  - Orașul Târgu Frumos
  - Plasa Bivolari
  - Plasa Buciumi
  - Plasa Copou-Târgu Copou
  - Plasa Galata
  - Plasa Podu Iloaiei
  - Plasa Târgu Frumos
- Județul Botoșani (Botoșani)
  - Orașul Botoșani
  - Orașul Hârlău
  - Orașul Ștefănești/Ștefănești-Prut
  - Plasa Botoșani
  - Plasa Bucecea
  - Plasa Sulița
  - Plasa Ștefănești-Prut

II. Gouvernorat de Bucovine
- Județul Dorohoi (Dorohoi)
  - Orașul Dorohoi
  - Orașul Darabani
  - Orașul Herța
  - Orașul Mihăileni
  - Orașul Săveni
  - Plasa Dorohoi
  - Plasa Herța
  - Plasa Lascăr-Darabani
  - Plasa Săveni
- Județul Suceava (Suceava)
  - Orașul Suceava
  - Orașul Solca
  - Plasa Cetatea Sucevei-Suceava
  - Plasa Solca
- Județul Câmpulung (Câmpulung)
  - Orașul Câmpulung Moldovenesc
  - Orașul Gura Humorului
  - Orașul Vatra Dornei
  - Plasa Câmpulung Moldovenesc
  - Plasa Gura Humorului
  - Plasa Vatra Dornei
- Județul Rădăuți (Rădăuți)
  - Orașul Rădăuți
  - Orașul Siret
  - Plasa Seletin
  - Plasa Siret
  - Plasa Ștefan Vodă-Rădăuţi
- Județul Storojineț (Storojineț)
  - Orașul Storojineț

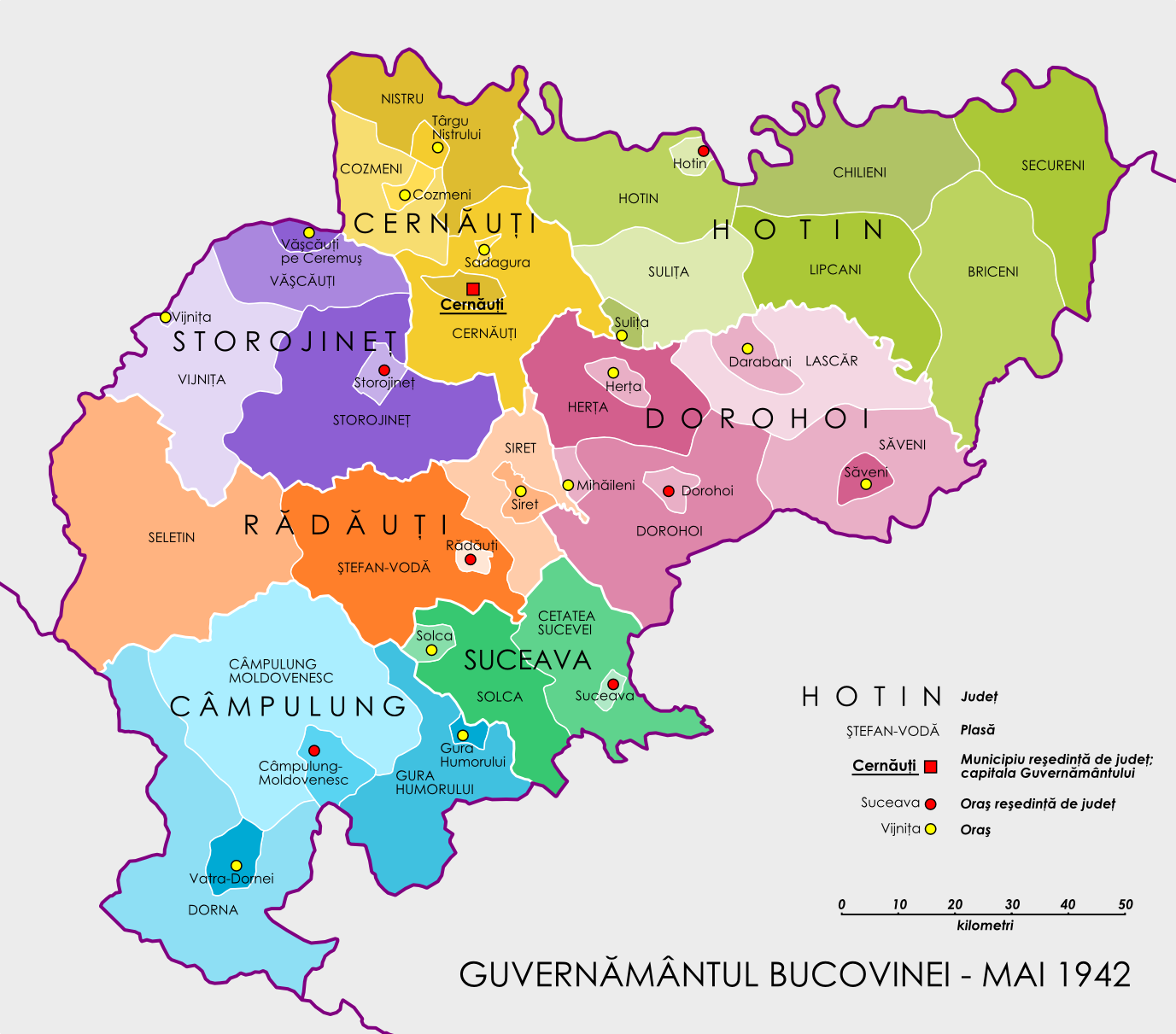
Le gouvernorat de Bucovine en 1942.

  - Orașul Vășcăuți/Vășcăuți pe Ceremuș
  - Orașul Vijnița
  - Plasa Storojineț
  - Plasa Vășcăuți
  - Plasa Vijnița
- Județul Cernăuți (Cernăuți)
  - Municipiul Cernăuți
  - Orașul Cozmeni
  - Orașul Sadagura
  - Orașul Târgu Nistrului
  - Plasa Cernăuți
  - Plasa Cozmeni
  - Plasa Nistru-Târgu Nistrului
- Județul Hotin (Hotin)
  - Orașul Hotin
  - Orașul Sulița/Târgu Sulița
  - Plasa Briceni
  - Plasa Chilieni
  - Plasa Hotin
  - Plasa Lipcani
  - Plasa Secureni
  - Plasa Sulița/Târgu Sulița

III. Gouvernorat de Bessarabie
- Județul Soroca (Soroca)
  - Orașul Soroca
  - Plasa Climăuți-Lipnic
  - Plasa Florești
  - Plasa Nădușita-Drochia
  - Plasa Soroca
- Județul Bălți (Bălți)
  - Municipiul Bălți
  - Orașul Fălești
  - Plasa Bălți
  - Plasa Cornești
  - Plasa Fălești
  - Plasa Glodeni
  - Plasa Râșcani
- Județul Orhei (Orhei)
  - Orașul Orhei
  - Orașul Rezina
  - Plasa Chiperceni
  - Plasa Orhei
  - Plasa Rezina
  - Plasa Telenești
- Județul Lăpușna (Chișinău)
  - Municipiul Chișinău
  - Orașul Călărași-Târg
  - Plasa Budești-Chişinău
  - Plasa Călărași-Călăraşi-Târg
  - Plasa Hâncești
  - Plasa Ialoveni
  - Plasa Nisporeni
- Județul Tighina (Tighina)
  - Municipiul Tighina
  - Orașul Comrat
  - Plasa Căușani
  - Plasa Comrat
  - Plasa Cimișlia
  - Plasa Taraclia
  - Plasa Tighina
- Județul Cahul (Cahul)
  - Orașul Cahul
  - Orașul Leova
  - Plasa Cantemir-Leova
  - Plasa Ion Voevod-Cahul
  - Plasa Ștefan cel Mare-Baimaclia
  - Plasa Traian-Taraclia
- Județul Ismail (Ismail)
  - Orașul Ismail
  - Orașul Bolgrad
  - Orașul Reni
  - Plasa Bolgrad
  - Plasa Ismail
  - Plasa Reni
- Județul Chilia (Chilia Nouă)
  - Orașul Chilia Nouă
  - Orașul Vâlcov
  - Plasa Chilia
  - Plasa Tarutino
  - Plasa Tătărești

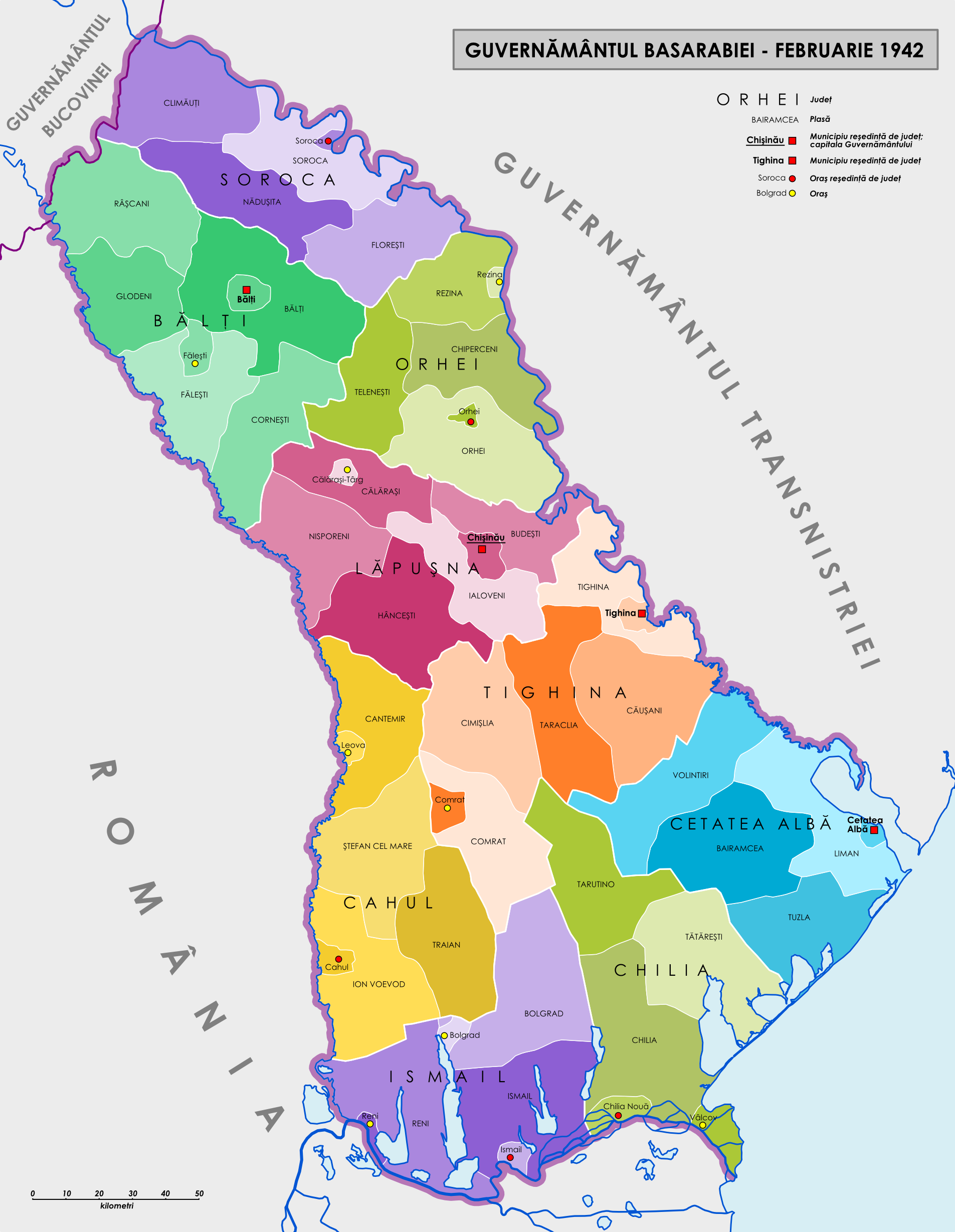
Le gouvernorat de Bessarabie en 1942.

- Județul Cetatea Albă (Cetatea Albă)

Le gouvernorat de Transnistrie.

  - Municipiul Cetatea Albă
  - Plasa Bairamcea
  - Plasa Liman-Cetatea Albă
  - Plasa Tuzla
  - Plasa Volintiri

IV. Gouvernorat de Transnistrie
- Județul Moghilău (Moghilău)
  - Orașul Moghilău
  - Orașul Șmerinca
  - Raionul Balchi
  - Raionul Copaigorod
  - Raionul Crasnoe
  - Raionul Iarișev
  - Raionul Sargorod
  - Raionul Șmerinca
  - Raionul Stanislavcic
- Județul Tulcin (Tulcin)
  - Raionul Șmerinca
  - Raionul Braslav
  - Raionul Spicov
  - Raionul Trostineț
  - Raionul Tulcin
- Județul Jugastru (Iampol)
  - Orașul Iampol
  - Raionul Cernovăț
  - Raionul Crijopol
  - Raionul Iampol
  - Raionul Tomaspol
- Județul Balta (Balta)
  - Orașul Balta
  - Orașul Berșad
  - Raionul Balta
  - Raionul Berșad
  - Raionul Cicelnic
  - Raionul Obadovca
  - Raionul Olgopol
  - Raionul Pesceana
  - Raionul Savrani
- Județul Râbnița (Râbnița)
  - Orașul Bârzula
  - Orașul Râbnița
  - Raionul Bârzula
  - Raionul Camenca
  - Raionul Codâma
  - Raionul Piesceanca
  - Raionul Râbnița
- Județul Golta (Golta)
  - Orașul Golta
  - Raionul Crivoe-Oziero
  - Raionul Domaniovca
  - Raionul Golta
  - Raionul Liubașovca
  - Raionul Vradievca
- Județul Ananiev (Ananiev)
  - Orașul Ananiev
  - Raionul Ananiev
  - Raionul Cernova
  - Raionul Petroverovca
  - Raionul Sfânta Troițca
  - Raionul Siraievo
  - Raionul Valea Hoțului
- Județul Dubăsari (Dubăsari)
  - Orașul Dubăsari
  - Orașul Grigoriopol
  - Raionul Ciorna
  - Raionul Dubăsari
  - Raionul Grigoriopol
  - Raionul Ocna
  - Raionul Zaharievca
- Județul Tiraspol (Tiraspol)
  - Municipiul Tiraspol
  - Raionul Grosulova
  - Raionul Razdelnaia
  - Raionul Selz
  - Raionul Slobozia
  - Raionul Tebricovo
  - Raionul Tiraspol
- Județul Ovidiopol (Ovidiopol)
  - Orașul Ovidiopol
  - Raionul Balaevca
  - Raionul Franzfeld
  - Raionul Ovidiopol
  - Raionul Vigoda
- Județul Odessa (Odessa)
  - Municipiul Odessa
  - Raionul Antono-Codincevo
  - Raionul Blagujevo
  - Raionul Ianovca
  - Raionul Odessa
- Județul Berezovca (Berezovca)
  - Orașul Berezovca
  - Raionul Berezovca
  - Raionul Landau
  - Raionul Mostovoi
  - Raionul Veselinovo
- Județul Oceacov (Oceacov)
  - Orașul Oceacov
  - Raionul Crasna
  - Raionul Oceacov
  - Raionul Varvarovca